# Марк Флавий Апер
Вижте пояснителната страница за други личности с името Марк Флавий Апер.
Марк Флавий Апер (на латински: Marcus Flavius Aper) е сенатор на Римската империя през края на 1 век и началото на 2 век.

## Биография
През 103 г. Апер е суфектконсул заедно с Гай Требоний Прокул Метий Модест.
Апер е баща на Марк Флавий Апер (консул 130 г.) и дядо на Марк Флавий Апер (консул 176 г.).